# 施塔克爾伯格巴赫河
51°28′44.5″N 7°52′56.6″E / 51.479028°N 7.882389°E
施塔克爾伯格巴赫河（德語：Stakelberger Bach），是德國的河流，位於該國西部，處於北萊茵-威斯特法倫州，屬於溫伯巴赫河的右支流，河道全長7.4公里，流域面積6平方公里。